# Bad River
Bad River är en cirka 180 km lång biflod till Missourifloden, i sin helhet belägen inom delstaten South Dakota. Den har sina källor i Haakon County och når Missouri vid Fort Pierre.